# AppBeads
AppBeads（アップビーズ）は業務アプリをつくるためのオープン・ソース・フレームワークである。
タイニーApp（タイニーアップ）というノーコードツールを備えている。

## ノーコード開発
タイニーAppによるノーコード開発では、検索条件や検索結果の項目を設定することで以下に挙げる形式の業務アプリを作成する。

- 単票形式　検索条件に該当する１件の検索結果を表示したり編集したりする。

- 表形式　　検索条件に該当するｎ件の検索結果を表示したり編集したりする。階層構造のデータをドリルダウンすることもできる。

- 表＋詳細　検索条件に該当するｎ件の検索結果を一覧に表示し、データを選択して編集する。

- マスターディテール　検索条件に該当する１件の検索結果Ａ(マスター)とｎ件の検索結果Ｂ(ディテール)を同時に表示したり編集したりする。

## ローコード開発
タイニーAppではつくれない非定型の業務アプリは、次の３つのファイルで作成する。

- 画面を表示するhtmlファイル
- データを処理するSQLファイル
- 項目情報のCSVファイル

更に複雑な業務アプリの場合にはJavaScriptとPHPでつくったプログラムを追加して、次の５つのファイルとなる。
- 画面を表示するhtmlファイル
- データを処理するSQLファイル
- 項目情報のCSVファイル
- JavaScript（画面上の処理）
- PHP（サーバー側の処理）